# 先來國際
先來國際控股有限公司，簡稱先來國際，以及先來國際控股（英語：First Sign International Holdings Limited，港交所除牌時0933.HK），在1978年由劉東海創立一家製衣公司。
業務當時代理時裝品牌「夢特嬌」，但由於受到代理權已屆滿，再加上投資失利，因而股價下挫，在2008年8月19日，更名光滙石油（控股）有限公司之前，薛光林家族把創立深圳光汇石油集团股份有限公司，注入本公司，並把香港和新加坡的私人物業注入，而原有保健品業務和證券投資已終止。

## 連結
- BWOil.hk（页面存档备份，存于）